# Самос (аеропорт)
Міжнародний аеропорт Самос (IATA: SMI, ICAO: LGSM) — аеропорт на острові Самос, Греція. Названий на честь автора ідеї геліоцентризму — Аристарха Самоського.

## Авіакомпанії та напрямки, травень 2021
| Авіакомпанія                  | Пункт призначення                                                         |
| ----------------------------- | ------------------------------------------------------------------------- |
| Austrian Airlines             | Сезонний: Відень                                                          |
| Air Serbia                    | Сезонний чартер: Белград                                                  |
| Blue Panorama Airlines        | Сезонний: Болонья                                                         |
| Condor                        | Сезонний: Дюссельдорф, Франкфурт, Гамбург, Мюнхен                         |
| Corendon Dutch Airlines       | Сезонно: Амстердам                                                        |
| Edelweiss Air                 | Сезонно: Цюрих                                                            |
| Eurowings                     | Сезонно: Дюссельдорф, Відень                                              |
| Neos                          | Сезонно: Мілан–Мальпенса, Верона                                          |
| Olympic Air                   | Афіни, Салоніки                                                           |
| Scandinavian Airlines         | Сезонний чартер: Копенгаген, Гетеборг, Осло-Гардермуен, Стокгольм-Арланда |
| Sky Express                   | Афіни, Хіос, Лемнос, Мітилена, Родос, Салоніки                            |
| SmartWings                    | Сезонно: Прага Сезонний чартер: Катовиці                                  |
| Swiss International Air Lines | Сезонно: Женева, Цюрих                                                    |
| Trade Air                     | Сезонний чартер: Любляна                                                  |
| Transavia                     | Сезонний: Амстердам                                                       |
| TUI Airways                   | Лондон-Гатвік                                                             |
| TUI fly Belgium               | Сезонно: Брюссель                                                         |
| TUI Airlines Netherlands      | Сезонний чартер: Амстердам                                                |
| TUIfly Nordic                 | Сезонний чартер: Гетеборг-Ландветтер, Осло-Гардермуен, Стокгольм-Арланда  |
| Volotea                       | Сезонний: Венеція                                                         |

## Статистика
Див. джерело запитів Вікіданих та джерела.